# Tabula Cortonensis
La Tabula Cortonensis (littéralement « Table de Cortone ») est une tablette en bronze datant du IIe siècle av. J.-C. comportant un texte en langue étrusque, remise le 10 octobre 1992 aux carabiniers de Cortone, en Toscane par un homme affirmant l'avoir trouvée sur un chantier de construction.

## Description
Elle mesure 28,5 × 45,8 cm (50 cm avec la poignée) sur une épaisseur de  2-3 mm. Elle a été brisée en huit morceaux, dont seuls sept ont été découverts. Le texte  de 206 mots (le troisième texte étrusque par sa longueur, après le livre en lin de la momie de Zagreb et la Tabula Capuana) est  gravé sur les deux faces (32 lignes sur une, 8 sur l'autre) semble relater un acte juridique de la Cortone étrusque puisqu'il comporte un nom de famille qui n'est attesté que dans la région du lac de Trasimène.  
Il s'agit d'un document officiel relatant un transfert de propriété (comme le cippe de Pérouse), avec trois listes de personnes : celle des vendeurs, celle des acquéreurs et celle des garants du contrat avec, en tête, le nom du magistrat suprême de l'État.
Bien qu'elle ait été découverte en 1992, le public dut attendre jusqu'en 2000 pour pouvoir l'admirer pour la première fois à l'exposition «Gli Etruschi» au palais Grassi à Venise. Elle est conservéeaujourd’hui au Musée de l'Académie étrusque de Cortone.

## Transcription du texte
Endroit :
1. et . petruiš . sce[...]veš . eliuntš . v
2. inac . restmc . cen[...]u . tenθur . šar . cus
3. uθuraš . larisalisula . pesc . spante . tenθur.
4. sa šran . šarc . clθii . tersna . θui . spanθi . ml
5. ešieθic . rašnas IIIC inni . pes . petruš . pav
6. ac . traulac . tiur . ten[θ]urs . tenθa[š] . zacinat . pr
7. iniserac . zal \\ cš . esiš vere cusuθuršum . p
8. es[s] . petrušta . scev[aš] \\ nuθanatur . lart petr
9. uni . arnt . pini . lart . [v]ipi . lusce . laris . salini .v
10. etnal . lart . velara . larθalisa . lart velara
11. aulesa . vel . pumpu . pruciu . aule celatina . se
12. tmnal . arnza . felšni . velθinal . vel . luisna
13. lusce . vel uslna . nufresa . laru . slanzu . larz
14. a lartle vel aveš arnt . petru . raufe \\ epru
15. š . ame . velχe . cusu larisal . cleniarc . laris
16. [c]usu . l[a]risalisa larizac clan . larisal . petr
17. u . sce[va]š arntlei . petruš . puia
18. cen . zic . ziχuχe . sparzeštiš šazleiš in
19. θuχti . cusuθuraš . suθiu . ame . tal suθive
20. naš . ratm . θuχt . cešu . tl teltei . sianš . spa
21. rzete . θui . saltzic . fratuce . cusuθuraš . la
22. risalisula . petrušc . scevaš . pesš . tarχian
23. eš \\ cnl . nuθe . malec . lart . cucrina . lausisa .
24. zilaθ meχl . rašnal [la]ris . celatina lau
25. sa [cla]nc . arnt luscni [a]rnθal . clanc . larz
26. a . lart . turmna . salin[ial . larθ celatina . a]
27. pnal . cleniarc . velχe[š][...][papal]
28. šerc . velχe . cusu . aule[sa][...]
29. aninalc . laris . fuln[...][clenia]
30. rc . lart . petce . uslnal[...][cucr]
31. inaθur . tecsinal . vel[...]
32. uš . larisc . cus . uslna[l][...]

Envers :
1. aule salini . cusual
2. zilci . larθal . cusuś . titinal
3. larisalc . saliniś . aulesla . celti nɜitis
4. ś . tarsminaśś . sparza in θuχt ceśa.
5. ratm . suθiu . suθiusa . vɜlχeś . cusuśa
6. ulesla . vɜlθuruś . t[.]lniś . vɜlθurusla.
7. larθalc . cɜlatinaś . vetnal . larisalc . cɜ
8. latinaś . pitlnal